# 林孟宗
林孟宗（1992年11月24日—），臺灣高雄市人，從小對歌唱極有興趣，父親早逝，母親獨自撫養三個姊姊跟孟宗。媽媽很愛唱台語歌，常常拉著孟宗唱KTV，自小耳濡目染，可以說是孟宗的歌唱啟蒙老師，造就了他對台語歌超齡的理解力。國中第一次參加歌唱比賽，自備伴唱帶，比賽途中被認為是對嘴，原因是唱得跟原唱太像，自此對自己的歌唱能力有了些信心。大學時再度參加比賽，經由明日之星選手村老師推薦試唱，進入明日之星比賽，拼鬥2年成為第十位百萬關主。

## 音樂作品

### 音樂專輯
| 唱片公司 | 發行日    | 專輯名稱       | 曲目 |
| 時代創藝 | 2017年6月 | 《 相思伴月 》 | 歌名 1.相思伴月 2.家(feat.樓心潼) 3.真愛歹收回 4.今生的牽掛(feat.陳怡婷) 5.拚天下 6.感情風吹 7.心疼用手捧 8.情相纏 (feat.陳怡婷) 9.心變心 10.邀請 |

### 音樂合輯
| 唱片公司 | 發行日     | 專輯名稱                     | 曲目 |
| 時代創藝 | 2015年1月  | 《明日之星 台灣好聲音》      | 歌名 1. 你講欲離開的時拵(丁姵均) 2. 心愛的Honey(丁姵均) 3.博仔聲(林孟宗) 4. 我愛妳(林孟宗) 5.無名英雄(曾瑋中) 6.中頭彩(曾瑋中) |
| 時代創藝 | 2016年10月 | 《明日三少SUPER BOY / 我們》 | 歌名 1.無情的情批 2.醉心情 3.我心痛妳敢知影 9.我們(feat.郭忠祐、林孟宗、曾瑋中) 10.恭喜發財(feat.郭忠祐、林孟宗 、曾瑋中)      |

## 主題曲
| 年份   | 劇名                         | 種類   | 歌名     |
| ------ | ---------------------------- | ------ | -------- |
| 2017年 | 民視八點檔連續劇《春花望露》 | 片頭曲 | 相思伴月 |

## MV
- 2015年：明日之星 台灣好聲音 《博仔聲》
- 2015年：明日之星 台灣好聲音 《我愛妳》
- 2016年：明日三少 《無情的情批》
- 2016年：明日三少 《我們》
- 2016年：明日三少 《恭喜發財》
- 2017年：《相思伴月》
- 2017年：《家》feat 樓心潼
- 2017年：《真愛歹收回》
- 2017年：《今生的牽掛》 feat 陳怡婷

## 戲劇
- 2017年 台視《牡丹花開》飾 阿寶
- 2018年 三立台灣台《戲說台灣-葬生基》飾 阿全

## 外部連結
- 林孟宗的Facebook專頁
- 林孟宗的Instagram帳戶